# Adaphaenura
Adaphaenura é um gênero de traça pertencente à família Arctiidae.

## Espécies
- Adaphaenura minuscula
- Adaphaenura ratovosoni